# The Sin and the Sentence
The Sin and the Sentence è l'ottavo album in studio del gruppo musicale statunitense Trivium, pubblicato il 20 ottobre 2017 dalla Roadrunner Records.

## Descrizione
L'album segna il ritorno del cantante Matt Heafy, dopo diversi anni, a un cantato growl, dopo l'esperienza più melodica del precedente Silence in the Snow. Nel disco utilizza infatti una tecnica diversa da quella approcciata precedentemente, che gli causava forti dolori e danni alla gola e alle corde vocali. Si tratta inoltre del primo album del gruppo con il batterista Alex Bent, subentrato nella formazione nel 2016, che riporta nella musica del gruppo parti più tecniche, progressive e caratterizzate anche da tecniche di doppio pedale e blast beat, questi ultimi mancanti nel precedente album. I brani sono caratterizzati sia da parti melodiche che da altre più veloci, aggressive e tecniche come ciò che Heafy descrive «tipico dei Trivium più classici», e le musiche sono influenzate da thrash metal, death metal e progressive metal, anche se la critica specializzata, che ha accolto positivamente l'album, ha individuato nell'album sonorità principalmente thrash, groove, progressive, metalcore e dall'heavy metal classico. Lo stesso Heafy ha dichiarato di essersi ispirato al black metal per la composizione di alcuni riff.
Per ogni brano dell'album sono state realizzate delle copertine caratterizzate da una simbologia ideata e disegnata dalla moglie di Heafy, Ashley. La copertina realizzata per la title track è stata altresì utilizzata come copertina ufficiale dell'album.
Dall'album sono stati estratti quattro singoli: The Sin and the Sentence, The Heart from Your Hate, Endless Night e Betrayer, quest'ultimo candidato al Grammy Award alla miglior interpretazione metal nel 2019. Sono stati realizzati video ufficiali per i primi tre singoli e per i brani Thrown into the Fire, Beyond Oblivion e The Wretchedness Inside.
La traccia bonus dell'edizione giapponese, Pillars of Serpents, è una nuova versione riregistrata dell'omonimo brano presente nell'album di debutto dei Trivium, Ember to Inferno, poi pubblicato come singolo nel 2019.

## Accoglienza
| Recensione       | Giudizio |
| ---------------- | -------- |
| AllMusic         |          |
| Blabbermouth.net |          |
| Exclaim!         |          |
| Loudwire         |          |
| Metal Hammer     |          |
| MetalSucks       |          |
| Ultimate Guitar  |          |

L'album è stato positivamente accolto dalla critica specializzata. James Christopher Monger di AllMusic, che lo giudica con 4 stelle su 5, lo ha descritto come un disco «dalla realizzazione sconvolgente e contemporaneamente meticolosa», lodando la performance canora di Heafy e in particolare quella alla batteria di Alex Bent, che lo definisce un importantissimo valore aggiunto alla formula del gruppo. Sempre secondo Monger, The Sin and the Sentence è il disco in cui il gruppo ha definitivamente trovato il proprio genere definitivo. La redazione di MetalSucks lo descrive come il loro migliore album sino ad allora pubblicato, recensendolo con un voto di 4,5 su 5.
Commercialmente, alla sua pubblicazione si è trattato del miglior debutto dei Trivium in Australia con il 4º posto (titolo condiviso con Shogun, del 2008), del quarto miglior debutto negli Stati Uniti, al 23º posto della Billboard (sempre a pari merito con Shogun) e del quinto nel Regno Unito con il 18º posto.

## Tracce
Testi e musiche dei Trivium.
1. The Sin and the Sentence – 6:23
2. Beyond Oblivion – 5:17
3. Other Worlds – 4:50
4. The Heart from Your Hate – 4:04
5. Betrayer – 5:27
6. The Wretchedness Inside – 5:32
7. Endless Night – 3:38
8. Sever the Hand – 5:26
9. Beauty in the Sorrow – 4:31
10. The Revanchist – 7:17
11. Thrown into the Fire – 5:29

Traccia bonus nell'edizione giapponese
1. Pillars of Serpents – 5:03

## Formazione
Trivium
- Matthew K. Heafy – voce, chitarra
- Corey Beaulieu – chitarra
- Paolo Gregoletto – basso
- Alex Bent – batteria, percussioni

Produzione
- Josh Wilbur – produzione, ingegneria del suono, missaggio, mastering
- Nick Rowe – ingegneria del suono
- Kevin Billingslea – ingegneria del suono
- Ashley Heafy – copertina, grafica
- Jon Paul Douglass – direzione artistica, fotografia

## Classifiche
| Classifica (2017)       | Posizione massima |
| ----------------------- | ----------------- |
| Australia               | 4                 |
| Austria                 | 10                |
| Belgio (Fiandre)        | 34                |
| Belgio (Vallonia)       | 41                |
| Canada                  | 11                |
| Finlandia               | 9                 |
| Francia                 | 71                |
| Germania                | 12                |
| Giappone                | 59                |
| Irlanda                 | 35                |
| Italia                  | 84                |
| Nuova Zelanda           | 33                |
| Portogallo              | 32                |
| Regno Unito             | 18                |
| Scozia                  | 12                |
| Spagna                  | 43                |
| Stati Uniti             | 23                |
| Stati Uniti (hard rock) | 1                 |
| Stati Uniti (rock)      | 3                 |
| Svizzera                | 21                |
| Ungheria                | 28                |